# اوا زیورت

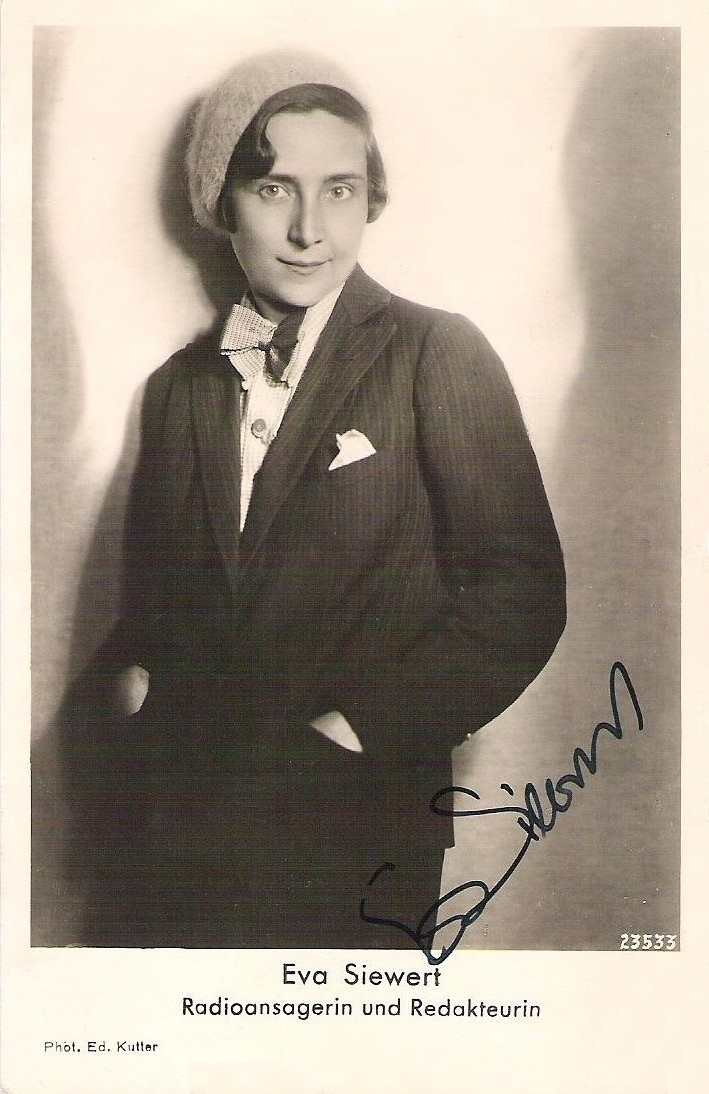
اوا زیورت

اوا زیورت (زاده ۱۱ فوریه ۱۹۰۷ در وروتسواو- درگذشته ۳ دسامبر ۱۹۹۴ در برلین) روزنامه‌نگار، نویسنده، گوینده رادیو و خواننده اپرای آلمانی بود. او عمدتاً در برلین زندگی و کار کرد.

## زندگی و کار
اوا زیورت به عنوان دختر یک زوج موسیقیدان در برسلاو (وروتسواو کنونی، لهستان) زاده شد. پدرش هانس زیورت (۱۸۷۲–۱۹۴۱) فرزند یک پروفسور شیمی در دانشگاه کوردوبا (آرژانتین) یک خواننده مجلسی بود. در ۱۹۳۲ عضو حزب نازی شد. مادرش فریدا زیورت (میشله، ۱۸۸۰–۱۹۵۳) خواننده اپرا و کنسرت بود، و یهودی، به همین دلیل دخترش بعدها عنوان «نژاد مخلوط درجه یک» گرفت. خانواده او در سال ۱۹۱۱ در هامبورگ از یکدیگر جدا شدند.
اوا زیورت عمدتاً با مادرش در برلین زندگی کرد، اما توسط دولت بزرگ شد. او تا ۱۹۲۳ به مدرسه هوهنزولن لزیوم در محله ویلمرزدورف برلین رفت. در ۱۹۱۵ برای یک سال و نیم ترک تحصیل کرد. آنگونه که زیورت خود بعدها اذعان کرد، در هشت سالگی از نزد مادرش به نزد پدرش فرار کرد که به عنوان خواننده مجلسی در کارلسروهه اشتغال داشت، تنها با حکم دادگاه بود که به برلین بازگردانده شد. به نظر می‌رسد که رابطه مادر و دختر از همان سالهای اولیه خوب نبوده‌است. در ۱۹۴۸ زیورت در مورد مادر خود می‌نویسد: «ما هیچ اشتراکی نداریم، جز موسیقی».

## آغاز فعالیت
پس از ۱۹۲۳، اوا زیورت به تحصیل موسیقی پرداخت، ابتدا با مادرش، پس از ان در مدرسه موسیقی در برلین در کلاس اپرای فرانس لودویگ هورت(۱۸۸۳–۱۹۳۴)، رئیس اپرای شهر در اونتر دن لیندن، شرکت کرد. او تئوری موسیقی را نزد هاینس تیزن (۱۸۸۷–۱۹۷۱)آهنگساز فرا گرفت. از ۱۹۲۸ زیورت یک سال را در صحنه به عنوان خواننده سوپرانو در اولدنبورگ گذراند اما ناچار به ترک فعالیت به دلیل بیماری شد. بیماری آسم حضور در صحنه به عنوان خواننده را برای او ناممکن کرد.
به همین دلیل از ۱۹۲۹ زیورت عمدتاً به عنوان روزنامه‌نگار به کار خود ادامه داد. در ۱۹۲۸ او عضو حزب سوسیال دموکرات (گروه محلی هالن ز) شد اما تنها تا سال ۱۹۳۰ درگیر فعالیت‌های حزبی بود. در خلال این دوران از بیکاری و شرایط بی‌ثبات حرفه ایی رنج می‌برد. امروز چیز زیادی از فضای شخصی زیورت در برلین دهه ۱۹۲۰ شناخته شده نیست. تنها در نامه ایی به ناشر کورت هیلر (روزنامه‌نگار کمونیست گی یهودی، ۱۸۸۵–۱۹۷۲) در ۱۹۵۷ او یک بار اشاره می‌کند که دوست خانواده گئورگ گروس از دوران کودکی بوده‌است.
زیورت در ۱۹۳۰ به تهران سفر می‌کند و دراین مدت برای یک شرکت واردات و صادرات آلمانی کار می‌کند. اقامت در خارج، به او مهارت آموختن زبان خارجی را داد و وقتی یک سال بعد به آلمان بازگشت، اولین برنامه رادیویی خود را دربارهٔ تجارب سفرش ارائه کرد. به دلیل تأثیرگذاری صدایش، از سوی رادیوی بین‌المللی برلین در سال ۱۹۳۲ به عنوان گوینده آلمانی زبان رادیو لوکزامبورگانتخاب شد. از ۱ ژوئیه ۱۹۳۲ تا ۳۱ مارس ۱۹۳۸، او کاری با درآمدی خوب به عنوان سردبیر و گوینده ارشد سه زبانه (آلمانی، انگلیسی، فرانسوی) داشت.
او بعدها در رابطه با کارش در رادیو لوگزامبورگ نوشت: «در خلال کارم آنجا، من در همه دپارتمان‌های ایستگاه رادیو تأثیر داشتم، در تدوین برنامه، اجرای موسیقی، توسعه آرشیو ضبط‌ها، کتابخانه، کارت ایندکس و همچنین بخش‌های خبری، ترجمه، نوشتن درس نامه دربارهٔ انواع موضوعات به سه زبان نقش داشتم. ایستگاه رادیویی گرایش قوی ضدفاشیستی داشت.» به گفته خودش در عرصه عمومی او به عنوان «صدای رادیو لوکزامبورگ» شناخته می‌شد، و در آلمان به دلیل کار در خارج و اتهام «پروپاگاندا» علیه نازیسم مظنون به «رابطه با متخاصم» بود.

## پیگرد در دوران نازی‌ها
با حس کردن خطر فوری جنگ، اوا زیورت در ۱۹۳۸ تصمیم می‌گیرد که به تهران بازگردد. اما او مجبور می‌شود که برای اخذ ویزا به برلین سفر کند. به دلیل فعالیت‌های روزنامه‌نگاری او، از این سفرش ممانعت به عمل می‌آید. از این زمان به بعد در آلمان گیر می‌افتد. به دلیل اینکه توسط آلمان نازی نیمه یهودی شناخته می‌شود، در رادیو و رسانه‌های دیگر ممنوع‌الکار می‌شود و برای امرار معاش به کار حروفچینی و ترجمه روی می‌آورد. او احتمالاً بعدها با دوستش آلیس کارل در این شغل‌ها آشنا شده‌است.
در می ۱۹۴۱ زیورت برای اولین بار دستگیر و به بازداشتگاه منتقل می‌شود. بازداشت او در پی یافتن نامه‌هایی بود که در جریان بازرسی خانگی دوستش کلر بییر در بیلفلد به دست نازی‌ها می‌افتد. در این نامه‌ها، زیورت، جوک‌های ضدفاشیستی را که در حلقه آشنایش شنیده بود درج کرده بود. در کمتر از چند ماه به دلیل نقض قوانین به جریمه محکوم شد. پس از آغاز دوباره کار در یک انتشاراتی در همان سال، واقعه ایی رخ می‌دهد که نه تنها به منجر به اخراج فوری او، بلکه منجر به صدور حکم زندان برای او می‌شود. او توسط دو همکارش به فعالیت برای «تجزیه قدرت نظامی» متهم می‌شود. بار دیگر به دلیل جوک‌هایی است که زیورت تعریف کرده‌است. در اوایل سپتامبر ۱۹۴۲، به ۹ ماه حبس محکوم می‌شود. در پرونده قضایی ۴ سپتامبر ۱۹۴۲ آمده که: «ظاهر بیرونی متهم عمدتاً یهودی است.» در آنجا همچنین آمده که رابطه زیورت با یکی از دو همکار زنش که او را متهم کرده‌اند، «روابط عشقی» داشته‌است. هرچند از تابستان ۱۹۴۱ تغییراتی در این تحولات رخ می‌دهد، اشارات مربوط به احتمال رابطه جنسی میان دو زن ظاهراً به ضرر زیورت نبوده‌است، شاهد به عنوان نه چندان معتبر طبقه‌بندی می‌شود. دادگاه به نتیجه می‌رسد که زنان به‌طور مکرر اظهارات ناصحیح کرده‌اند. هرچند شواهد به اندازه کافی برای تبرئه کردن او نبود.
او از اول مارس تا اول دسامبر ۱۹۴۳ حکم زندان خود را در زندان زنان در برلین، در فاصله کمی از الکساندر پلاتز تحمل کرد. پس از یک چکاپ پزشکی رسمی، به دلیل وضعیت شکننده جسمی خود از کار سخت خارج از برلین معاف شد و به کارهای «آسانتر» مانند آزمایش کابل‌ها و… گمارده شد. کار در یک تولیدی نان جنب پرنسلاور اله و خیابان زاربروکر، جایی که زندانیان برای شستن سبزی‌ها، تولید غذاهای کنسروی و کارهایی از این قبیل به کار گرفته می‌شدند. وقتی زیورت موفق به ترک زندان شد، فردی دلشکسته بود. تا پایان جنگ جهانی دوم، به گفته خودش، او اساساً به کارهای غیرقانونی اشتغال داشت برای اینکه سابقه سیاسی او اجازه استخدام بیش از سه ماه در شرکت‌ها را از او گرفته بود. زندانی شدن زیورت، عواقب مرگباری نه تنها برای او که برای دوستش آلیس کارل داشت. او چندین بار در آپارتمان زیورت پیش از ۱۹۴۳ اقامت داشت، برای اینکه آنجا احساس امنیت می‌کرد. اما زمانی که زیورت زندانی بود، او در برابر حفاظت از آزار و اذیت در پی پیگرد نازی‌ها محروم شد. آلیس کارل همراه خواهرش شارلوت کارل (۱۹۰۱–۱۹۴۳) توسط گشتاپو در ۲۷ اوت ۱۹۴۳ دستگیر و به فاصله کوتاهی به آشوییتز دیپورت شدند. هر دو خواهر در یک سال به قتل رسیدند.

## سالهای پس از جنگ
پس از آزادی از آخرین زندان در ۱۹۴۳ زیورت از اختلالات شدید گردش خون رنج می‌برد، که در سال ۱۹۴۹ به حمله قلبی او انجامید و او را محتاج خدمات پزشکی دایمی کرد. به‌ویژه در خلال ۹ ماهی که در زندان زنان برلین بود، وضعیت سلامتی او رو به وخامت گذاشت. در حادثه ایی او دچار ضربه مغزی و از آن به بعد دچار حملات مکرر سرگیجه و تهوع بود. در نتیجه کیست‌های روی لاله گوش، دچار اختلال شنوایی موقت شد. اوا زیورت خود مشکلات سلامتی خود را به عنوان «نتیجه روشن زندگی تحمل ناپذیر در میان آلمان‌ها عنوان می‌کند. آلمان به‌طور کلی برای او کشوری «عذاب آور» بود و حتی آن به اصطلاح معجزه اقتصادی توسط او با شکاکی نگریسته می‌شد، به‌ویژه وقتی همسایگان با نوشته‌های ناشناس «زنده باد آلمان!» رو به رو می‌شدند. بسیاری از هموطنان او زیورت را «غیرقابل تعلیم» می‌دانستند و در مکاتبه خود با هیلر او به شکل مرگباری شاکی است که:» بیهوده است که تصور کنیم می‌توان این کشتی سرگردان را با این سرنشینان خبیث آگاهانه هدایت کرد یا سعی کرد در سایه قربانیان گرانقدر باد مخالف را برگرداند. ” یا «باید چیزی را که سزاوار نبوده و همچنان امروز نیست گذاشت تا نابود شود.» او با بدبینی می‌پرسد که چرا به‌ویژه این «مردم» به شاعران و اندیشمندانی شهره بدل می‌شوند. او با شوخ‌طبعی، خود را یک «شاکی همیشگی» می‌خواند.
پس از ۱۹۴۵، زیورت هرگز موفق به بازسازی زندگی حرفه ایی خود پیش از ۱۹۳۸ نشد. او توسط کمیته اصلی قربانیان فاشیسم، به عنوان یک فرد مورد آزار قرار گرفته سیاسی به رسمیت شناخته شد و کارت شناسایی به اصطلاح معلولان را به دلیل مشکلات سلامتی خود دریافت کرد. او مستمری اندک ماهانه خود را با کار به عنوان روزنامه‌نگار آزاد افزایش داد. او برای ولت بونه، سوسیال دموکرات، اشپیگل، تلگراف و روزنامه دیگر در کنار بسیاری از نشریات دیگر مطلب می‌نوشت. هرچند تا کنون تنها چند ده مطلب او شناسایی شده‌اند. مطلب‌شناسی جامع او همچنان ضروری است. مقالات، نقدها، و پلمیک‌های اوا زیورت ظاهراً در میان دلمشغولیهای روزمره گم شده‌اند. در تاریخ روزنامه‌نگاری آلمانی زبان، این نویسنده تنها رد پاهایی پراکنده از خود به جا گذاشته‌است.

## کار به عنوان نویسنده
در روایت اتوبیگرافیک جذابش، «اوراکل» زیورت به واکاوی روابط خود با آلیس کارل می‌پردازد، تقبیح شخصی خود، بازداشت و دیپورت کارل. هرچند او به‌طور صریح از عشق سخنی نمی‌گوید، اما این کاملاً روشن است که «دوستی» راوی شخص اول و «آلیس» (نام فامیل او درج نشده‌است) بسیار نزدیک است. برای سالها این دو زن به سختی تلاش می‌کردند که از آلمان مهاجرت کنند، تا روزی که راوی بازداشت می‌شود. داستان تأثیرگذار زیورت Das Boot Pan از سوی دیگر دربارهٔ احساس غریبگی و تنهایی است که این بار راوی اول شخص مذکر در یک قایق در نزدیکی برلین با خود مواجه می‌شود، با گذشته و از دست دادن دردناک دو دوست دختر که دلیل مرگشان به‌طور قطعی مشخص نشده‌است. دخترها گوری ندارند. هرچند به نازیسم و آشویتس مستقیماً اشاره ایی نمی‌شود، این روشن است که دخترها به شیوه ایی که خواهران کارل کشته شده‌اند، از بین رفته‌اند. کتابی که در مورد خاطرات زندانش نوشته شده، هرگز منتشر نشده‌است. در نامه‌هایی میان زیورت و کورت هیلر حوالی ۱۹۵۰ هیچ عنوانی ذکر نشده، اما به‌طور مکرر ذکر شده که کتاب دربارهٔ «بیماری زنان و زایمان» است. رضایت بخش تر، ضبط کمدی «پوتیفار چگونه رفتار می‌کند؟» است. نمایش اول در بادن بادن در ۱۹۴۹ در حضور نویسنده بود. او اجرای کارگردان هانس تنرت(۱۹۰۰–۱۹۷۶) را «فوق‌العاده» در همه زمینه هاً یافت. از نظر مالی، این اجرا چیزی برای زیورت نداشت و اجرای بعدی وجود نداشت. کمدی دوم زیورت چهارشنبه در ساعت ۵ (۱۹۵۵) به سرعت توسط اداره تئاتر پذیرفته شد، اما هیچ‌گاه روی صحنه نرفت. این هم مستند شده‌است که زیورت دوباره به نوشتن برای رادیو بعد از سال ۱۹۴۵ روی آورد.

## مکاتبات با کورت هیلر
به‌ویژه تا اوایل ۱۹۵۰، مکاتبات میان ناشر کورت هیلر و اوا زیورت بسیار نزدیک بود، بعداً سکوتی چند ساله میان آنها به دلیل رد کردن نسخه خطی دربارهٔ همجنسگرایی زنان توسط هیلر برقرار شد. در واقع زیورت از هیلر خواسته بود که پیشگفتاری برای کتاب خود بنویسد. در بهار ۱۹۵۸، مکاتبات میان زیورت و هیلر به‌طور ناگهانی متوقف شدند. به ظاهر با وجود گفته‌هایی خلاف آن، آن دو در گذر زمان از یکدیگر دور شده بودند. رویکرد سیاسی آنها احتمالاً در این روابط نقش داشته‌است. در تابستان ۱۹۴۷، زیورت با شوق به انجمن آزاد سوسیالیست‌های آلمان هیلر پیوست و با کمال میل جایی را برای ملاقاتهای گروه برلین در آپارتمان خود اختصاص داد، اما خیلی زود با مستقل‌ها، و اعضای دارای تفکر کمونیستی که از نزدیکی به حزب اتحاد سوسیالیستی آلمان احتراز نمی‌کردند، انشقاق ایجاد شد. وقتی هیلر برای پیوستن زیورت به لیگ سوسیالیستی جدید خود در ۱۹۵۶ تلاش کرد، او نسبت به همکاری فعال با آن به دلیل وضعیت سلامتی خود مردد بود. او همچنین در پی عدم تضعیف جناح چپ حزب سوسیال دموکرات با وجود همه انتقادها بود. در نامه ایی به هیلر، وی هر کس را «که در ۱۲ سال پس از پایان جنگ جهانی دوم اقامت دائم برلین را نداشته و در حوزه عمومی فعال نبوده از» حق انتقاد از خود برای محدودیت در پیوستن به احزاب و سازمان‌های سیاسی نفی می‌کند. هیلر عادت به دیدن این تناقضات از زیورت نداشت.

## واپسین سالهای زندگی
چیز زیادی از زندگی اوا زیورت از دهه ۱۹۵۰ به این سو وجود ندارد. در دهه‌های بعدی او احتمالاً در انزوا زندگی کرد. او بارها آرزوی زندگی در خارج کرد. به عنوان مثال در سال ۱۹۵۵ او برای مهاجرت به پرتغال به نظر بدون موفقیت تلاش کرد. او فرانسه را به عنوان خانه معنوی خود می‌دید، اما او استطاعت مالی مهاجرت به کشور همسایه را نداشت. در ۳ دسامبر ۱۹۹۴، جسد زیورت در آپارتمانش در شماره ۳۳ زودوست کورسو (در محله ویلمرزدورف) برلین، جایی که از ۱۹۷۷ در آن زندگی می‌کرد، پیدا شد. او در گورستانی در برگ شتراسه محله اشتگلیتز برلین به خاک سپرده شد. قبری که پیش از ۲۰۱۶ متروکه بود.

## بازیابی
بازیافتن زیورت در جریان پژوهش تاریخدان ریموند ولفرت که در خلال سال ۲۰۱۵ روی گالری‌های شخصی جنبش دوم همجنسگرایی آلمان (در دهه ۱۹۵۰) متمرکز بود و به نام اوا زیورت، برخورد صورت گرفت. در سال ۲۰۱۸، زندگی و کار زیورت یک پروژه با تیمی پنج نفره را در برلین، واقع در جامعه مگنوس هیرشفیلد به خود اختصاص داد. هنرمند زیگرید گراژک، نقاش مارتینا مینته درایر و روزنامه‌نگار کریستین اولدراشتاین با همکاری ولفرت یک اتاق یادبود دیجیتال را در ۲۰۱۹ برای او راه اندازی کردند، یک تارنمای چند رسانه ایی شامل متن و انبوهی از عکس‌ها و فایل‌های صوتی. پروژه با حمایت مالی اداره دولتی برلین برای برخورد برابر با تبعیض حمایت مالی شد.

## نقل قول‌ها
«بیهوده است که تصور کنیم می‌توان این کشتی سرگردان را با این سرنشینان خبیث آگاهانه هدایت کرد یا سعی کرد در سایه قربانیان گرانقدر باد مخالف را برگرداند.»
«بهترین کارها در ورشکستگی ناشر غرق می‌شوند»

## آثار

### تئاترها
۱۹۴۹، پوتیفار چگونه رفتار می‌کند؟ کمدی در سه پرده، صفحهٔ ۶۵.
۱۹۵۵، چهارشنبه در ساعت ۵، کمدی در چهار اپیزود و پیشگفتار و اختتامیه، فرانکفورت مین (فیشر)، صفحهٔ ۷۵.

### کتاب‌ها
پیش از ۱۹۴۶، خیابان بارنیم شماره ۱۰، منتشر نشده، کتاب با نسخه خطی گمشده.
پیش از ۱۹۵۰ پروژه کتاب دربارهٔ بیماری زنان و زایمان، منتشر نشده، کتاب با نسخه خطی گمشده.

### مقالات و داستان‌ها (منتخب)
۱۹۴۶، اوراکل: راه، ژورنال مسایل یهودیان، شماره۱، ۸ سپتامبر ۱۹۴۶، صفحهٔ ۵.
۱۹۴۶، از کتاب خیابان بارنیم شماره ۱۰، دو شب ماه نوامبر که برلین را به ویرانه ایی بدل کرد، ولت بونه، شماره ۱۰، ۱۵ نوامبر ۱۹۴۶، صفحات ۳۱۵–۳۱۶.
۱۹۴۷، دو چهره، بیاد دهم نوامبر ۱۹۳۸: فرانکفورتر روندشاو، شماره ۱۳۲، ۱۱ نوامبر ۱۹۴۷، صفحهٔ ۲.
۱۹۴۸، قایق: مجله دوستان ادبیات خوب، شماره ۶، ماه جون، صفحات ۲۱–۲۲.
۱۹۵۷، التماس برای داستان در: روزنامه دیگر، شماره ۷، ۱۴ فوریه ۱۹۵۷، صفحهٔ ۱۱.

## مطالب تکمیلی
ریموند ولفرت، کورت هیلر و اوا زیورت.
(Raimund Wolfert: ''Verdammt männlich – Kurt Hiller und Eva Siewert.'' In: Lütgemeier-Davin, Reinhold (Hrsg.): ''Kurt Hiller und die Frauen. Beiträge einer Tagung in der Villa Ichon, Bremen 2016''. Neumünster (von Bockel Verlag) 2017, S. 109–121. ISBN 978-3-95675-017-5